# Herbert Klein
Pour les articles homonymes, voir Klein.
Herbert Klein, né le 25 mars 1923 à Breslau et mort le 25 septembre 2001 à Munich, est un nageur allemand spécialiste de la brasse.
Il fut médaillé de bronze olympique sur l'épreuve du 200 m brasse lors des Jeux d'Helsinki en 1952. 

## Palmarès

### Jeux olympiques
- Jeux olympiques de 1952 à Helsinki (Finlande) :
  -  Médaille de bronze sur l'épreuve du 200 m brasse (avec un temps de 2 min 35 s 90)[1].

### Championnats d'Europe
- Championnats d'Europe 1950 à Vienne (Autriche)
  -  Médaille d'or du 200 m brasse